# Coscinia cribrum
Coscinia cribrum là một loài bướm đêm thuộc phân họ Arctiinae, họ Erebidae.